# Aphantaulax fasciata
Aphantaulax fasciata är en spindelart som beskrevs av Kulczynski 1911. Aphantaulax fasciata ingår i släktet Aphantaulax och familjen plattbuksspindlar. Inga underarter finns listade i Catalogue of Life.